# Nikoła Stanew (historyk)
Nikoła Botew Stanew (bułg. Никола Ботев Станев, ur. 1 sierpnia 1862 w Wełczewie koło Wielkiego Tyrnowa, zm. 14 marca 1949 w Sofii) – bułgarski historyk i działacz kulturalny, jeden z założycieli Bułgarskiego Towarzystwa Historycznego i Bułgarskiego Związku Nauczycielskiego.

## Życiorys
W latach 1877–78 walczył o wolność Bułgarii podczas wojny rosyjsko-tureckiej, później pobierał naukę w seminarium przy  monasterze św. św. Piotra i Pawła w Laskowcu jako uczeń m.in. metropolity Klemensa (Drumewa). Po ukończeniu studiów w 1886 roku był przez pewien czas nauczycielem w Tyrnowie i Gabrowie, po czym przeniósł się do Sofii.
Nikoła Stanew był współredaktorem szeregu czasopism popularnonaukowych, m.in.: Ucziliszten pregled (bułg. Училищен преглед), Mładeżka biblioteka (bułg. Младежка библиотека), Razwitie (bułg. Развитие) oraz autorem licznych prac naukowych, z których najważniejsza to Istorija na nowa Byłgarija 1878-1941 (bułg. История на нова България 1878-1941). Jego zainteresowania naukowe koncentrowały się wokół historii narodu bułgarskiego i roli Bułgarii w świecie. W 1892 roku został także naczelnikiem jednego z wydziałów w bułgarskim Ministerstwie Oświecenia Narodowego.
W Ludowej Republice Bułgarii jego prace były zakazane, ponieważ uchodził za uczonego burżuazyjnego.
Został pochowany na Cmentarzu Centralnym w Sofii.